# Auguste Fourès
Auguste Fourès (Augusto Fourès, en occitan), né le 8 avril 1848 à Castelnaudary (Aude) où il est mort le 4 septembre 1891, est un écrivain et poète français, d'expression française et occitane qui repose à Castelnaudary (cimetière de l'est).
Il participe à la création de l'Escolo Moundino
En 1881, il est élu majoral du Félibrige.

## Œuvres
- Silves païennes en prose (1872)
- Oiselets et fleurettes, poésies (1872)
- Antée, poème (1873)
- Marsyas, poème (1874)
- La Crouès de l'inoundaçiu (1875)
- Le Lion, poème (1875)
- Les Sauveteurs obscurs, 23 et 24 juin 1875 (1875)
- Jean Prouvaire. Un agent d'assurances (1878)
- La Croux del Grand Aigat (1879)
- Le Coumpousitou (Le Compositeur) (1879)
- Les Sirventes véhéments (1881)
- A las Tres-Nouiriços (Aux Trois-Nourrices), poème languedocien (1882)
- Les Grilhs, pouesios del Lauragues (Les Grillons, poésies du Lauraguais) (1888)
- Les Hommes de l'Aude (1889)
- La Bibliothèque de la ville de Castelnaudary (1891)
- Les Jeux des enfants en Lauraguais, arrondissement de Castelnaudary (1891)
- Anthologie du Lauraguais. Les poètes d'oc de Castelnaudary, Arnaud Vidal et Auguste Galtier (1891)
- Les Cants del soulelh, pouésios del Lauragués (Les Chants du soleil, poésies du Lauraguais) (1891)
- La Gueuserie : coureurs de grands chemins et batteurs de pavés
- Saltimbanques du Languedoc

Écrits en collaboration
- Nouvelles méridionales, avec Champfleury (1875)
- Œuvres complètes du poète Arnaud Daubasse, maître peignier de Villeneuve-sur-Lot, par Arnaud Daubasse, Clovis Hugues et Frédéric Mistral (1888)
- La Litsou de patouès, peço en 1 atté jougado al téatré del eGarréloue, préfaço de Auguste Fourès, couplets mésés en musico per G. Labat et J. Tholgui par Gabriel Visner et Auguste Fourès (1891)
- Art des Potiers et manières de table, avec Jean-Pierre Piniès et Paul Sibra
- Propos sur l'assurance, avec Roger Barthe

Préfaces et avant-propos
- Alban Germain, Les Hommes du Carcassez, de  avant-propos par Auguste Fourès (1879)
- Prosper Estie, L'École, poème, préface de Auguste Fourès (1882)
- Jean-Félicien Court, Les Troubadours dè l'escolo toulousèno, préfaço dé Auguste Fourès (1891)